# 유야이야코산

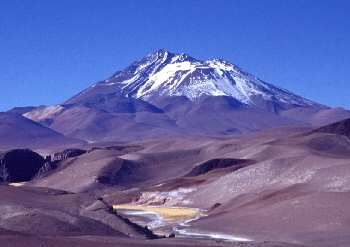
유야이야코 산

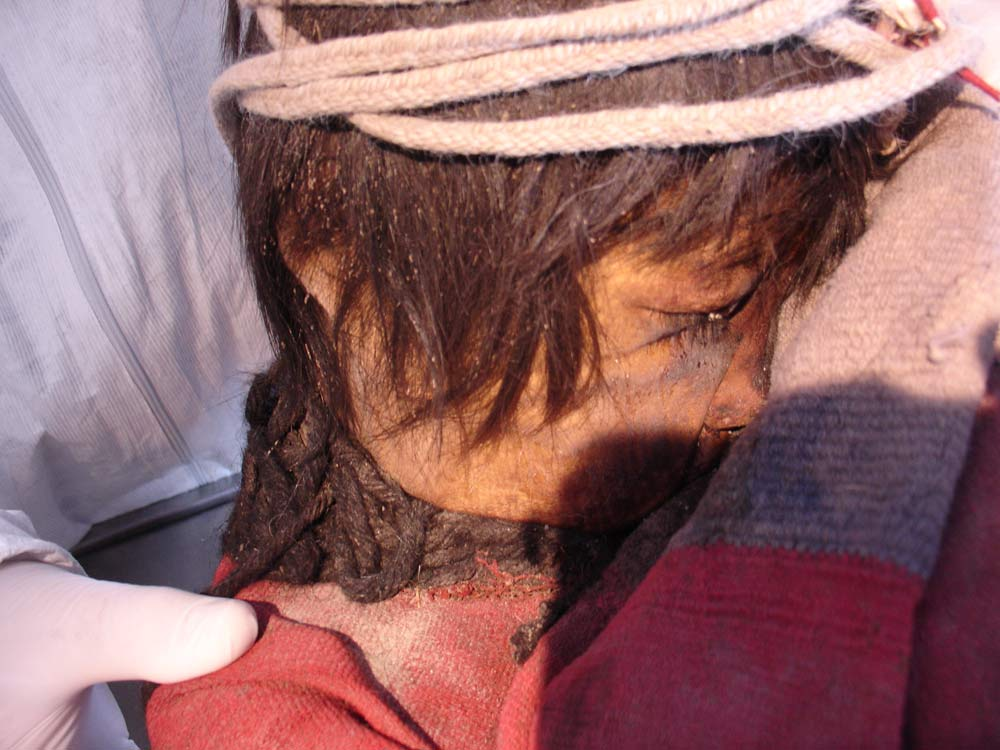
화산의 미이라

유야이야코산(Llullaillaco)은 칠레와 아르헨티나의 국경에 위치한 해발 6,750m의 화산이다. 이 화산은 성층화산으로, 오호스델살라도 산에 이어 2번째로 높은 화산이다. 기후는 매우 건조하고 공기도 많지 않다. 겨울에는 만년설이 쌓인다. 활화산으로 아타카마고원에 위치해 있다.